# 法華経
法華経（ほけきょう、ほっけきょう、梵: Saddharma-puṇḍarīka-sūtra）は、大乗仏教（密教も含まれる）の代表的な経典。誰もが平等に成仏できるという、それまでの小乗・大乗の対立を止揚する新しい仏教思想が説かれている。経典として編纂されたのは紀元1世紀ごろとされ、ユーラシア大陸東部に広く流布し、各地の文学や美術、音楽など文化にも影響を与えた。日本には6世紀、聖徳太子の時代には伝来していた。原典はサンスクリット本（梵本）だが、流布の過程で各国語に翻訳され、日本を含む漢字文化圏では漢訳本が流布している。複数ある漢訳の中では鳩摩羅什によるものが特に普及しており、その訳名は妙法蓮華経（みょうほうれんげきょう）で、この略称が「法華経」である。

## 名称

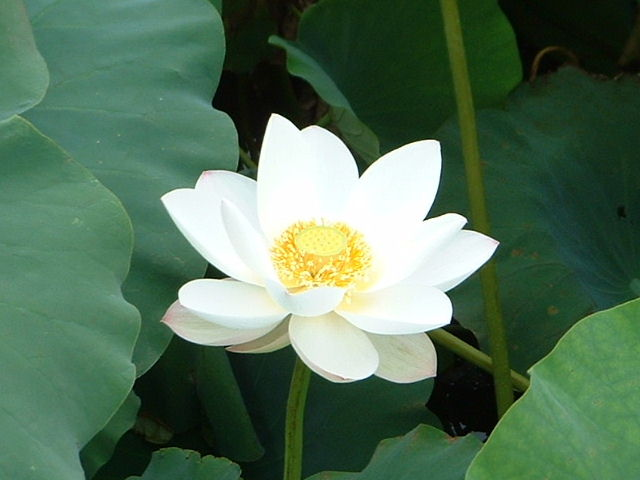
白い蓮の花。蓮は、泥の中に生まれても、泥に染まらず、清浄な花を咲かせる。

法華経の梵語（サンスクリット）の原題は『サッダルマ・プンダリーカ・スートラ』(梵: सद्धर्मपुण्डरीक सूत्र, Saddharma-Puṇḍarīka-Sūtra)である。逐語訳は「正しい・法・白蓮・経」で、意味は「白蓮華のように最も優れた正しい教え」(植木雅俊訳)である。
「サッ」（sad）は「正しい」「不思議な」「優れた」、「ダルマ」（dharma）は「法」、「プンダリーカ」（puṇḍarīka）は「清浄な白い蓮華」、「スートラ」（sūtra）は「たて糸：経」の意である。
この梵語書名を、
- 竺法護は286 年に「正法華経」と漢訳した。
- 鳩摩羅什は406 年に「妙法蓮華経」と漢訳した。
- 岩本裕は「正しい教えの白蓮」と訳した(岩波文庫『法華経』および中央公論社版『法華経』)。
- 植木雅俊は「白蓮華のように最も優れた正しい教え」と訳した。

漢訳では梵語の「白」だけが省略されて『正法華経』や『妙法蓮華経』となった。さらに「妙」「蓮」が省略された表記が『法華経』である。『法華経』が『妙法蓮華経』の略称として用いられる場合が多い。
岩本訳と植木訳は、語順が逆となっている。この点について植木雅俊は、「プンダリーカ」が複合語の後半にきて前半の語を譬喩的に修飾する（持業釈）というサンスクリット文法に照らしても、欧米語の訳し方からしても、日本語訳は「白蓮のように最も優れた正しい教え」とすべきであること、鳩摩羅什は白蓮華が象徴する「最も勝れた」と「正しい」という意味を「妙」にこめて「妙法蓮華」と漢訳したことを、詳細に論じている。

## 内容

### あらすじと構成

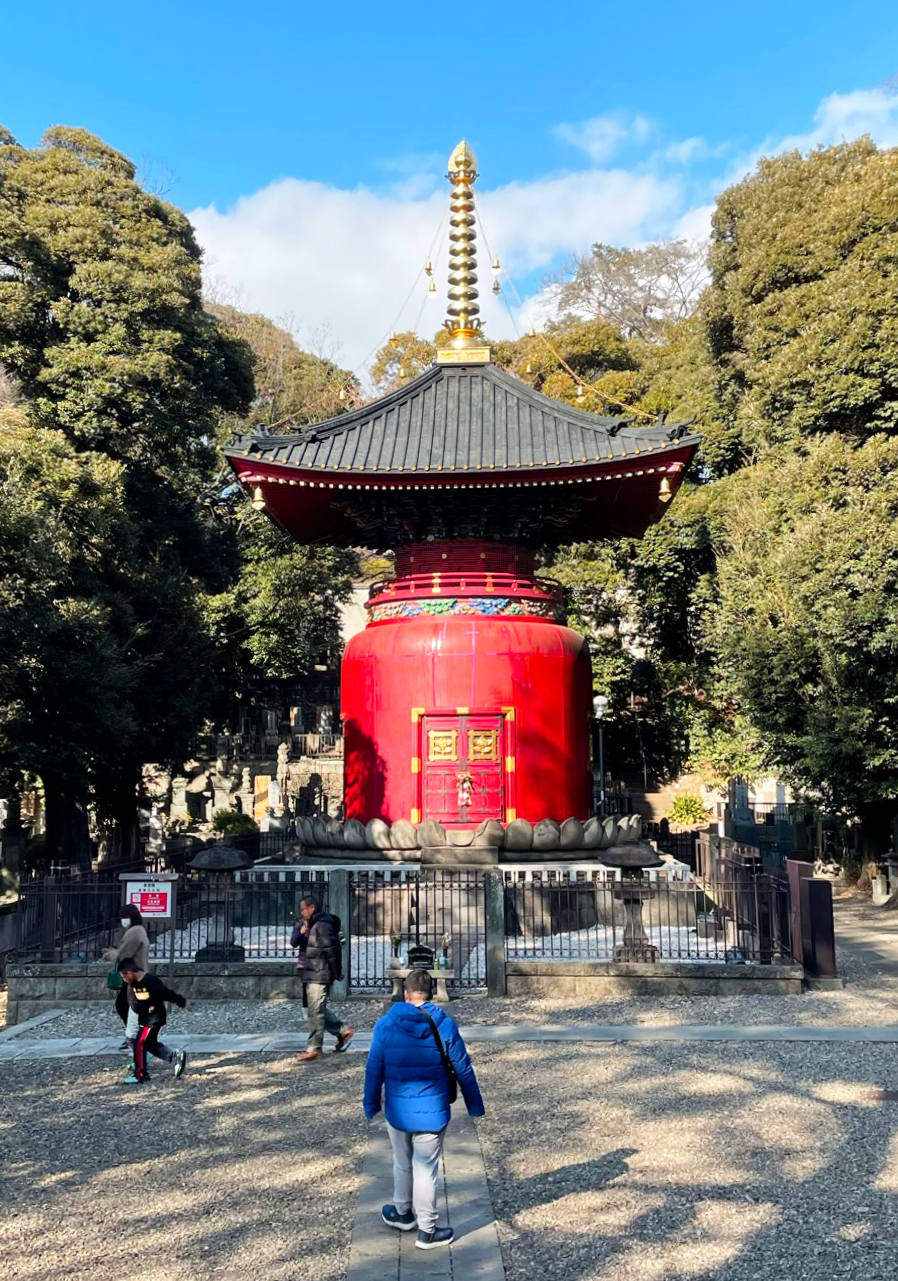
宝塔（池上本門寺）

『法華経』の版本は多く、構成や内容は版本ごとに多少の違いがある。以下は鳩摩羅什訳（いわゆる「羅什本」）の『妙法蓮華経』に基づく。
『法華経』は、釈迦が在世中の晩年、霊鷲山において多数の弟子や菩薩、天部の神々を前に、奇跡を交えつつ説法を行うという構成を持つ経典である。その物語構成は、いわゆる「二処三会（にしょさんえ）」として知られている。「二処」は、地上の霊鷲山と、虚空に浮かぶ宝塔の二か所を指す。「三会」は、前霊鷲山会（ぜんりょうじゅせんえ）、虚空会（こくうえ）、後霊鷲山会（ごりょうじゅせんえ）の三つの説法の場面を意味する。

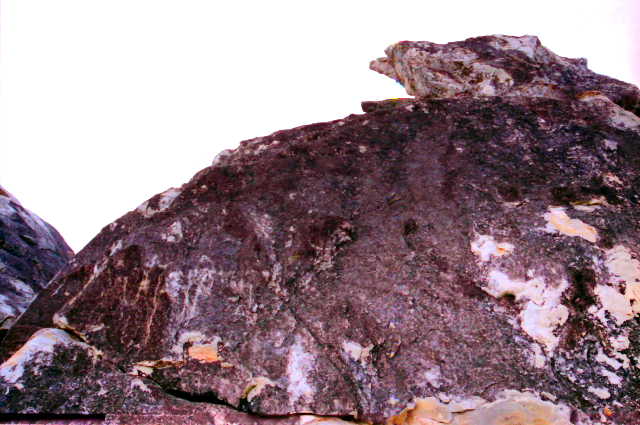
霊鷲山（インド・ビハール州）の、ワシの形をした岩（写真右上）。

第一部：前霊鷲山会

釈迦は霊鷲山に集まった多くの声聞・縁覚・菩薩・天神らを前に説法を始める。この会の中心的な主題は「一仏乗」の教えであり、二乗（声聞・縁覚）も含めて最終的には誰もがみな仏になれることが明らかにされる。方便や譬喩を用いながら、仏の教えの平等性と深遠さが説かれる。

「序品」から「法師品」までがこれにあたる。
第二部：虚空会

空中に多宝如来の乗る宝塔が出現し、釈迦の説法が真実であることが過去仏によって証明される。釈迦は空中の宝塔の中に入り、説法を続ける。かつて自身に敵対した提婆達多が過去世において自身の師であったことを明かし、悪人であっても仏になる可能性があることを強調する。釈迦は、これまで秘されてきた真実を説く。すなわち、仏の寿命は無限であり、仏は常にこの世に存在しているが、衆生を自立させるためにあえて涅槃に入るふりをしているという教えである（「如来寿量品」）。また、法華経を読誦して実践し、その教えを世に広める功徳が説かれ、法華経の弘通（ぐつう）を担う菩薩たちの活躍が描かれる。最終的に、釈迦は法華経の教えを弟子たちに託し、この世を去る準備に入る。

「見宝塔品」から「嘱累品」までがこれにあたる。

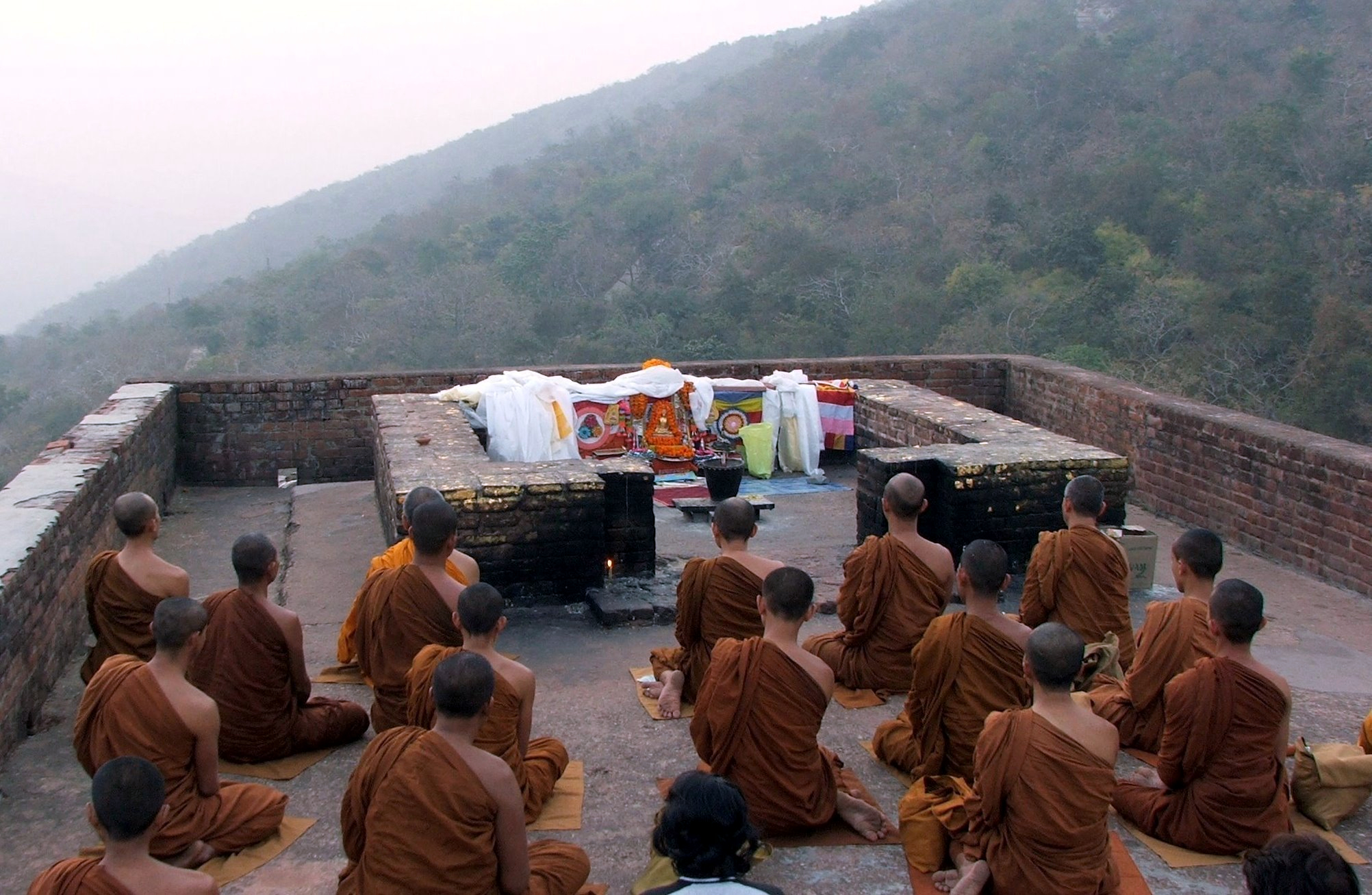
霊鷲山で、釈迦が説法をしたとされる場所。

第三部：後霊鷲山会

説法の場は再び地上の霊鷲山に戻る。法華経の教えを信じ広めることの功徳や、観世音菩薩の救済力や普賢菩薩の守護の誓いなど、法華経の信者を励ます内容が説かれる。

「薬王菩薩本事品」以降の品がこれにあたる。
上記の「二処三会」は、説法の場所による分け方である。
伝統仏教では、説かれる思想内容に注目し、前半(冒頭から虚空会の途中まで)を「迹門(しゃくもん)」、後半(虚空会の途中から最後まで)を「本門(ほんもん)」とする分け方もある(#迹門と本門)。
近現代の仏教学は各章の思想内容や体裁によって3類に分けるが（#近代仏教学による各章の分類）、その結果は期せずして上掲の「二処三会」と比較的近いものになっている。

### 思想と主張
法華経の原本は紀元1世紀以降にインドで編纂されたという説が有力である(#成立年代)。当時は、特別な修行を経た出家者のみが救済されるという考えが部派仏教の主流を成していた。これに対し、法華経は、小乗・大乗の対立を乗り越えつつ、全ての人間が一乗（菩薩乗）を通じて平等に救済されるという仏教思想を強調した内容と理解される。初期仏教経典（阿含経）記載の仏陀の教えやエピソードとの差異については、聞き手のレベルにあわせた方便であったとした上で、より本質的なレベルでは、法華経の内容こそが、本来の仏陀の教えに立ち返るものであると説くとともに、地涌の菩薩たる仏教信者にとって弘通（布教）を重要な役割と位置づけ、直面するであろう法難（反対勢力からの弾圧）への心構えも説くなど、一切の衆生を救うために法華経の教えを広めていく観点を重視している点にも特色がある。『維摩経』と配役が被っているところがあり、維摩経への批判という面があったとの指摘もある。

### 方便品と如来寿量品

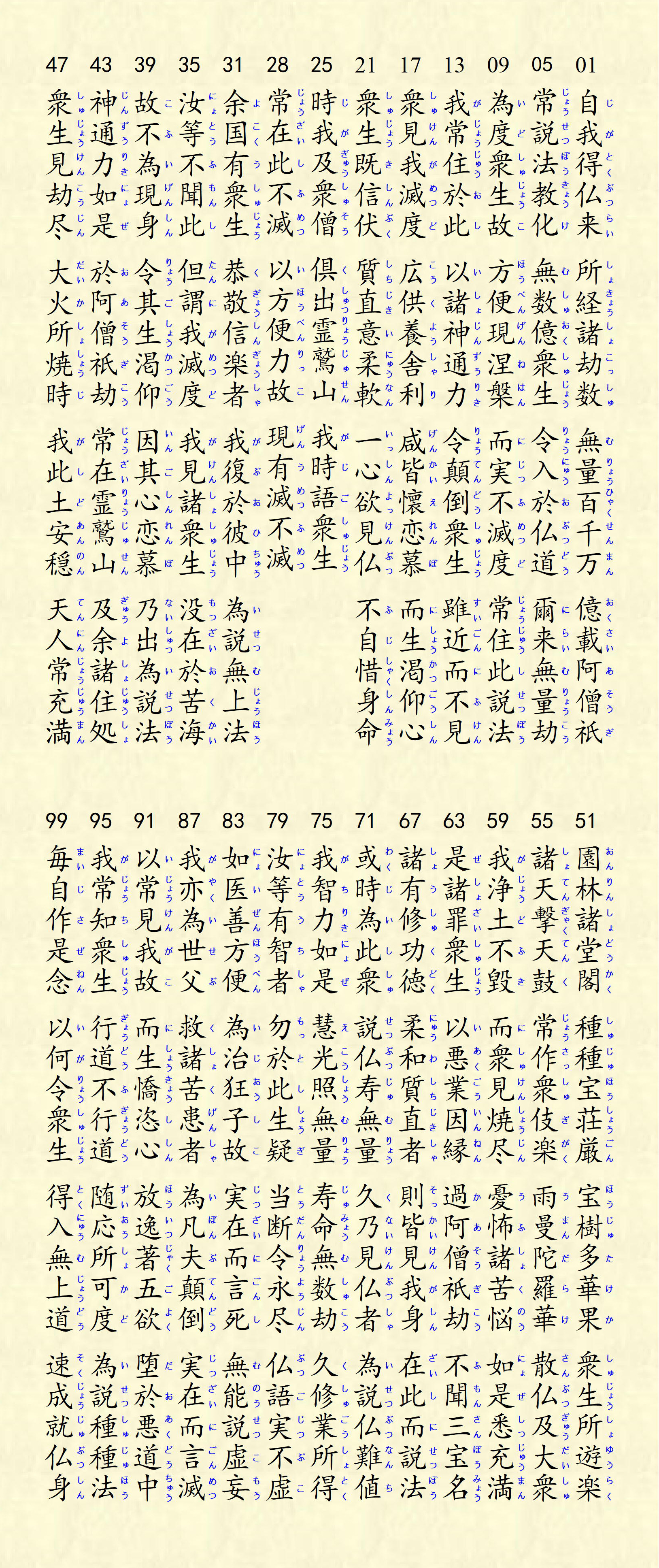
鳩摩羅什訳『妙法蓮華経』如来寿量品第十六・自我偈。よみがなや字句は宗派により若干異なる。第83句「如意善方便」以下は法華七喩の1つ「良医病子」を指す。

天台智顗が方便品第二と如来寿量品第十六(特に最後の自我偈の部分)を重視して以来、一部の宗派では、この両品を『法華経』の真髄として重視する。
方便品は、あらゆる人が仏になれる可能性をそなえているという「万人成仏（ばんにんじょうぶつ）」を初めて説き明かす章（品）で、『法華経』の前半（迹門、第1類）にある。
如来寿量品は、釈迦は実は非常に遠い過去に成仏していたという「久遠実成（くおんじつじょう）」の事実と、仏の姿は見えなくても実は人の身近にずっといるという「久遠常住」の秘密を説き明かす章（品）で、『法華経』の後半（本門、第2類）にある。
日蓮も「月水御書」(月経中でも仏典を読誦してもよいのか、という女性信者からの質問に対する回答の手紙)の中で

「法華経は何れの品も先に申しつる様に愚かならねども、殊に二十八品の中に勝れてめでたきは方便品と寿量品にて侍り。余品は皆枝葉にて候なり」「寿量品・方便品をよみ候へば、自然に余品はよみ候はねども備はり候なり。薬王品・提婆品は女人の成仏往生を説かれて候品にては候へども、提婆品は方便品の枝葉、薬王品は方便品と寿量品の枝葉にて候。されば常には此の方便品・寿量品の二品をあそばし候て、余の品をば時時御いとまのひまにあそばすべく候」--日蓮『月水御書』

（現代語訳：「法華経は、どの章（品）も先に申し上げたとおり卓越した内容ですが、とりわけ二十八品の中でも優れて尊いのは方便品と寿量品でございます。他の品はみな、その枝葉にあたります。」「寿量品と方便品をお読みになれば、自然と、その他の品は、読まなくても自然と内容が身につくことになります。薬王品や提婆品は、女性の成仏と往生について説かれている章ですが、提婆品は方便品の枝葉であり、薬王品は方便品と寿量品の枝葉なのです。ですから、ふだんはこの方便品と寿量品の二つの品をお読みになり、他の品はお時間のあるときに折にふれてお読みになるのがよろしいでしょう。」）
と述べている。

### 法華七喩（ほっけしちゆ）

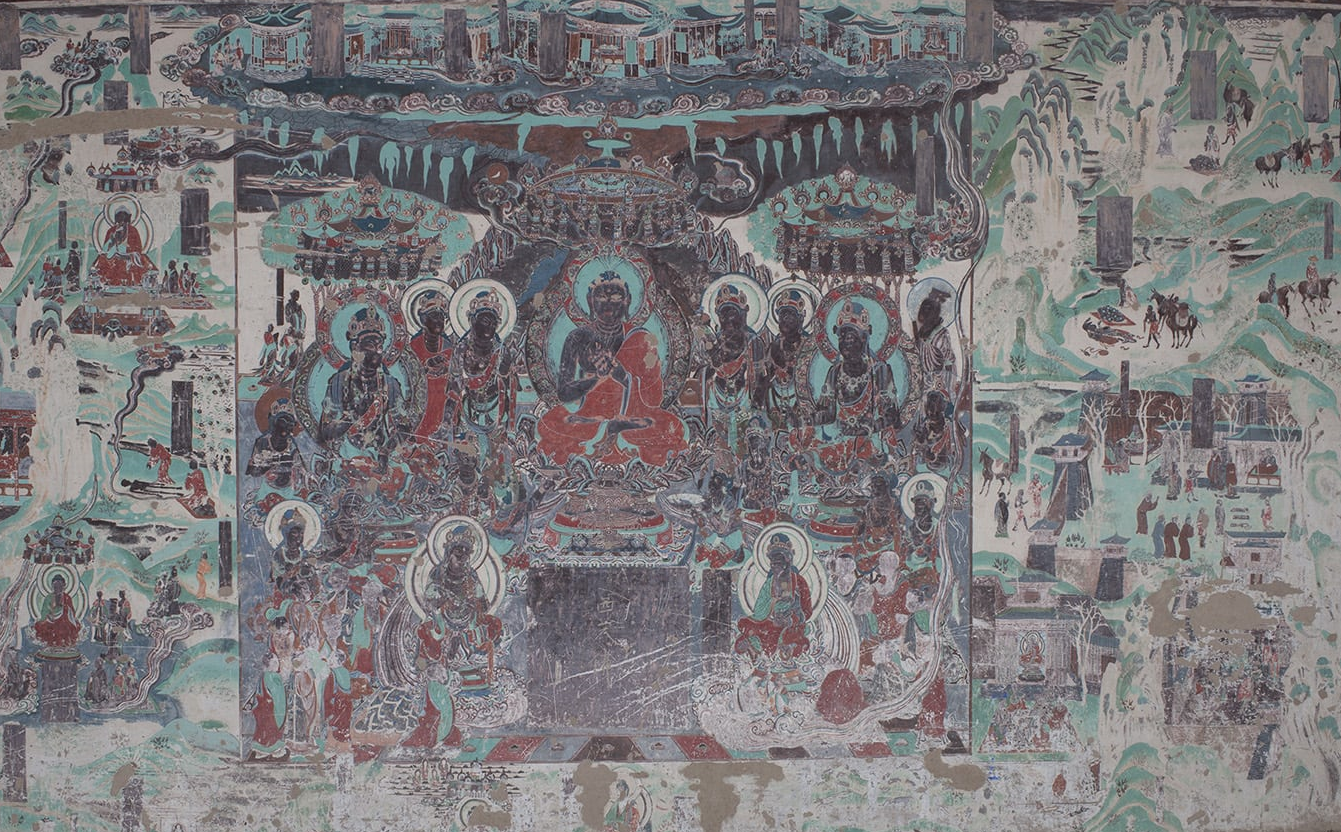
敦煌莫高窟の壁画。右側に「化城宝処」の比喩が描かれている

法華経では、7つのたとえ話として物語が説かれている。これは釈迦仏がたとえ話を用いてわかりやすく衆生を教化した様子に則しており、法華経の各品でもこの様式を用いてわかりやすく教えを説いたものである。これを法華七喩、あるいは七譬（しちひ）ともいう。
1. 三車火宅（さんしゃかたく、譬喩品）
2. 長者窮子（ちょうじゃぐうじ、信解品）
3. 三草二木（さんそうにもく、薬草喩品）
4. 化城宝処（けじょうほうしょ、化城喩品）
5. 衣裏繋珠（えりけいしゅ、五百弟子受記品）
6. 髻中明珠（けいちゅうみょうしゅ、安楽行品）
7. 良医病子（ろういびょうし、如来寿量品）

## 梵文

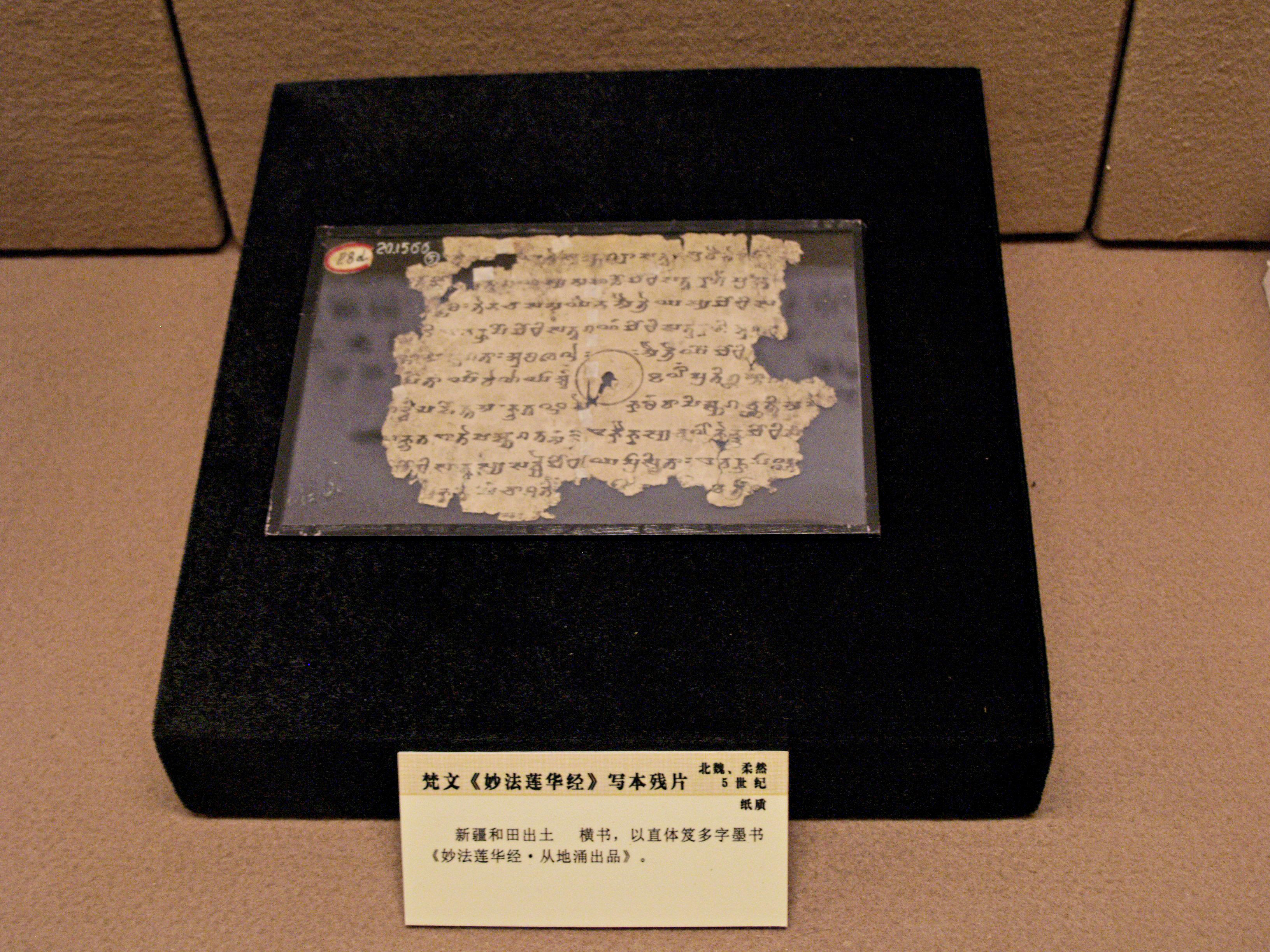
中央アジア系写本。『法華経』従地涌出品のサンスクリット写本の断片。ホータンから出土

法華経の原文は梵文（サンスクリット語）である。
古い時代の法華経の梵文写本は、出土場所や書写の地域により、
- ネパール系写本：貝葉本（11 - 12世紀）と紙写本（17世紀以降）
- ギルギット系写本（6 - 8世紀ごろ パキスタン）
- 中央アジア系写本（6 - 10世紀ごろ）

の3つに大別される。

20世紀末にバーミヤン近辺で発見されたとされるが厳密な発見地は未特定である、
- アフガニスタン系写本

も加えて4つのグループとすることもある（石田2006pp.2-3）。
現存する法華経の梵文写本の最古のものは、中央アジア系写本とギルギット系写本だが、残念ながら断片的にしか残っていない。ネパール系写本は、貝葉本と紙写本あわせて30 種類以上の梵文法華経写本が発見されており、ほとんどが完本である。
近代仏教学における梵文法華経の研究は、1820年代にブライアン・ホートン・ホジソンが梵文法華経のネパール系写本を収集したことに始まる（石田2006p.1)。近代的な梵文法華経の校訂本はヘンドリク・ケルンと南條文雄による通称「ケルン・南條本」（1908-1912年に5分冊でロシア科学アカデミーから発刊）が最初である。
梵本の章立ては漢訳本と異なるところがある。

## 漢訳
漢訳は梵本から訳出されたものである。漢訳本は、部分訳・異本を含めて16種が現在まで伝わっている。

### 漢訳一覧
- 『妙法蓮華経』 八巻 鳩摩羅什訳 （大正蔵262）
- 『正法華経』 十巻 竺法護訳 （大正蔵263）
- 『添品妙法蓮華経』 七巻 闍那崛多・笈多訳 （大正蔵264）
- 『薩曇分陀利経』 一巻 訳者不明 （大正蔵265）
- 『仏説阿惟越致遮経』 三巻 竺法護訳 （大正蔵265）
- 『不退転法輪経』 四巻 訳者不明 （大正蔵267）
- 『仏説広博厳浄不退転輪経』 六巻 智厳訳 （大正蔵268）
- 『仏説法華三昧経』 一巻 智厳訳 （大正蔵269）
- 『大法鼓経』 二巻 求那跋陀羅訳 （大正蔵270）
- 『仏説菩薩行方便境界神通変化経』 三巻 求那跋陀羅訳 （大正蔵271）
- 『大薩遮尼乾子所説経』 十巻 菩提留支訳 （大正蔵272）
- 『金剛三昧経』 一巻 訳者不明 （大正蔵273）
- 『仏説済諸方等学経』 一巻 竺法護訳 （大正蔵274）
- 『大乗方広総持経』 一巻 毘尼多流支訳 （大正蔵275）
- 『無量義経』 一巻 曇摩伽陀耶舎訳 （大正蔵276）
- 『仏説観普賢菩薩行法経』 1巻 曇無蜜多訳 （大正蔵277）

### 漢訳三本
漢訳本のうち、完訳で残存するのは
- 『正法華経』10巻27品（竺法護訳、286年、大正蔵263）
- 『妙法蓮華経』8巻28品（鳩摩羅什訳、406年、大正蔵262）[10]
- 『添品妙法蓮華経』7巻27品（闍那崛多・達磨笈多共訳、601年、大正蔵264）

の3種で、漢訳三本と称されている。
竺法護や鳩摩羅什、闍那崛多・達磨笈多が底本として使用した梵文法華経は、残念ながら残っていない。
近年の研究によれば、竺法護訳『正法華経』と鳩摩羅什訳『妙法蓮華経』は中央アジア系写本(出土した断簡)に一致する傾向が強く(特に旅順博物館所蔵大谷写本とよく一致)、闍那崛多・達磨笈多訳『添品妙法蓮華経』はギルギット写本と一致する、という意見もある(石田2006p.16)。現存する梵文写本より漢訳本のほうが古いこと、梵文法華経も時代や地域ごとに章立てや内容が微妙に異なっていたことに注意。

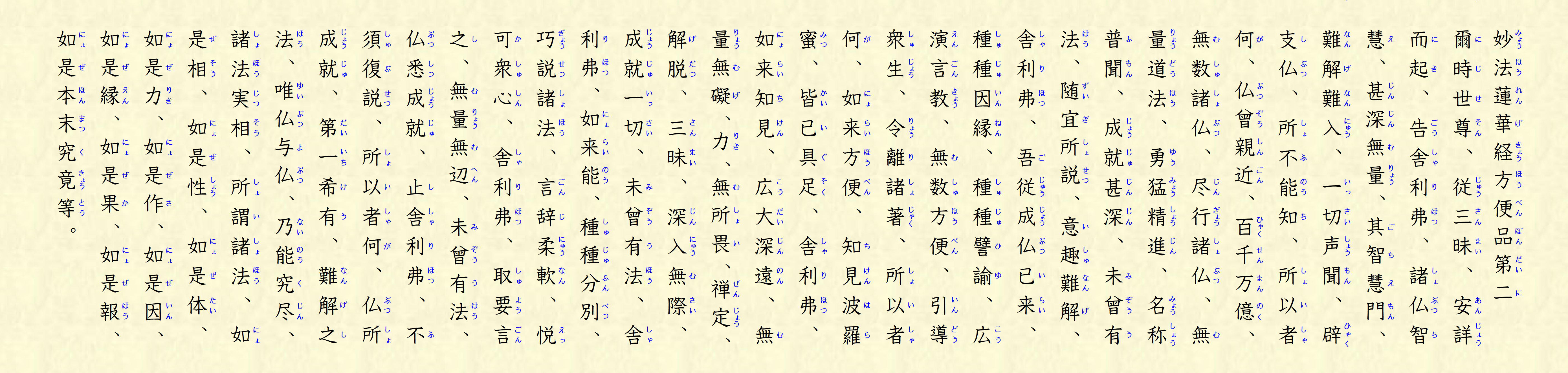
鳩摩羅什訳『妙法蓮華経』方便品第二(十如是まで)

漢訳仏典圏では、鳩摩羅什訳の『妙法蓮華経』が「最も優れた翻訳」として流行し、天台教学や多くの宗派の信仰上の所依として広く用いられている。

## 章立て
『法華経』の章（品）の数や順番は、版本によって異同がある。

### 梵本の章立て
以下に、現存する梵本（サンスクリット版）の章立てを示す。
各章の後ろには、鳩摩羅什による漢訳『妙法蓮華経』の相当する「品」（章）を括弧内に示した。
- 第1章：序（序品第一）
- 第2章：巧みなる方便（方便品第二）
- 第3章：譬喩（譬喩品第三）
- 第4章：信順の志（信解品第四）
- 第5章：薬草（薬草喩品第五）
- 第6章：予言（授記品第六）
- 第7章：過去との結びつき（化城喩品第七）
- 第8章：五百人の男性出家者たちへの予言（五百弟子受記品第八）
- 第9章：アーナンダとラーフラ，そのほか二千人の男性出家者への予言（授学無学人記品第九）
- 第10章：説法者（法師品第十）
- 第11章：ストゥーパの出現（見宝塔品第十一）
- 第11章：ストゥーパの出現＝続き（提婆達多品第十二）
- 第12章：果敢なる努力（勧持品第十三）
- 第13章：安楽の住所（安楽行品第十四）
- 第14章：大地の裂け目からの菩薩の出現（従地涌出品第十五）
- 第15章：如来の寿命の長さ（如来寿量品第十六）
- 第16章：福徳の分別（分別功徳品第十七）
- 第17章：喜んで受け容れることの福徳の表明（随喜功徳品第十八）
- 第18章：説法者に対する讃嘆（法師功徳品第十九）
- 第19章：常に軽んじない〔のに，常に軽んじていると思われ，その結果，常に軽んじられることになるが，最終的には常に軽んじられないものとなる〕菩薩（常不軽菩薩品第二十）
- 第20章：如来の神力の顕現（如来神力品第二十一）
- 第21章：ダーラニー（陀羅尼品第二十六）
- 第22章：“薬の王”の過去との結びつき（薬王菩薩本事品第二十三）
- 第23章：明瞭で流暢に話す声を持つもの（妙音菩薩品第二十四）
- 第24章：あらゆる方向に顔を向けた“自在に観るもの”の神変についての教説（観世音菩薩普門品第二十五）
- 第25章：“美しく荘厳された王”の過去との結びつき（妙荘厳王本事品第二十七）
- 第26章：“普く祝福されている人”による鼓舞（普賢菩薩勧発品第二十八）
- 第27章：付嘱（嘱累品第二十二）

梵本（完本は11世紀までしかさかのぼれない）と漢訳本（5世紀初めの鳩摩羅什訳）を比較すると、梵本は全27章だが、鳩摩羅什訳『妙法蓮華経』は全28品である。第11章以降にずれが生じている。また梵本の最終章「付嘱」は、漢本では「嘱累品第二十二」として途中に置かれている。

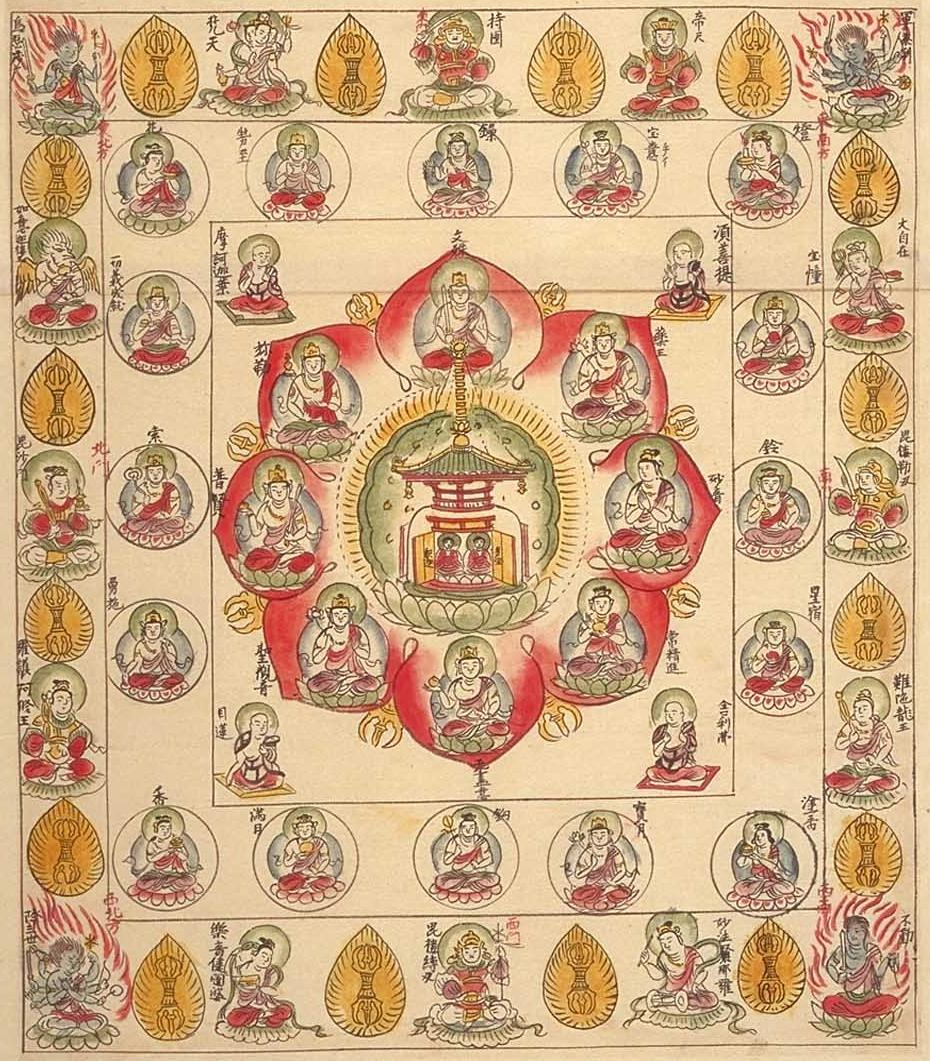
法華曼荼羅（12世紀、日本）。中央に虚空会の釈尊と多宝如来、周囲には諸仏、仏弟子、菩薩、諸天（神々）を配する。

### 漢訳本の章立て
漢訳本の章立ては、時代や版本ごとに違いがある。以下は、現行の鳩摩羅什訳『妙法蓮華経』二十八品の章立てである。
- 第1：序品（じょほん）
- 第2：方便品（ほうべんぽん）
- 第3：譬喩品（ひゆほん）
- 第4：信解品（しんげほん）
- 第5：薬草喩品（やくそうゆほん）
- 第6：授記品（じゅきほん）
- 第7：化城喩品（けじょうゆほん）
- 第8：五百弟子受記品（ごひゃくでしじゅきほん）
- 第9：授学無学人記品（じゅがくむがくにんきほん）
- 第10：法師品（ほっしほん）
- 第11：見宝塔品（けんほうとうほん）
- 第12：提婆達多品（だいばだったほん）
- 第13：勧持品（かんじほん）
- 第14：安楽行品（あんらくぎょうほん）
- 第15：従地湧出品（じゅうじゆじゅつほん）
- 第16：如来寿量品（にょらいじゅりょうほん）
- 第17：分別功徳品（ふんべつくどくほん）
- 第18：随喜功徳品（ずいきくどくほん）
- 第19：法師功徳品（ほっしくどくほん）
- 第20：常不軽菩薩品（じょうふきょうぼさつほん）
- 第21：如来神力品（にょらいじんりきほん）
- 第22：嘱累品（ぞくるいほん）
- 第23：薬王菩薩本事品（やくおうぼさつほんじほん）
- 第24：妙音菩薩品（みょうおんぼさつほん）
- 第25：観世音菩薩普門品（かんぜおんぼさつふもんぼん）（観音経）
- 第26：陀羅尼品（だらにほん）
- 第27：妙荘厳王本事品（みょうしょうごんのうほんじほん）
- 第28：普賢菩薩勧発品（ふげんぼさつかんぼつほん）

#### その他の追加部分
- 第29：廣量天地品（こうりょうてんちぼん）
- 第30：馬明菩薩品（めみょうぼさつぼん）

28品のほか、以上の追加部分も成立しているが、偽経扱いとなり普及しなかった。「廣量天地品第二十九」は冒頭部分のみを除いて失われている。『妙法蓮華経』28品と同じくネット上でも大正新脩大蔵経データベースで閲覧できる。

#### 8巻と28品の対応関係

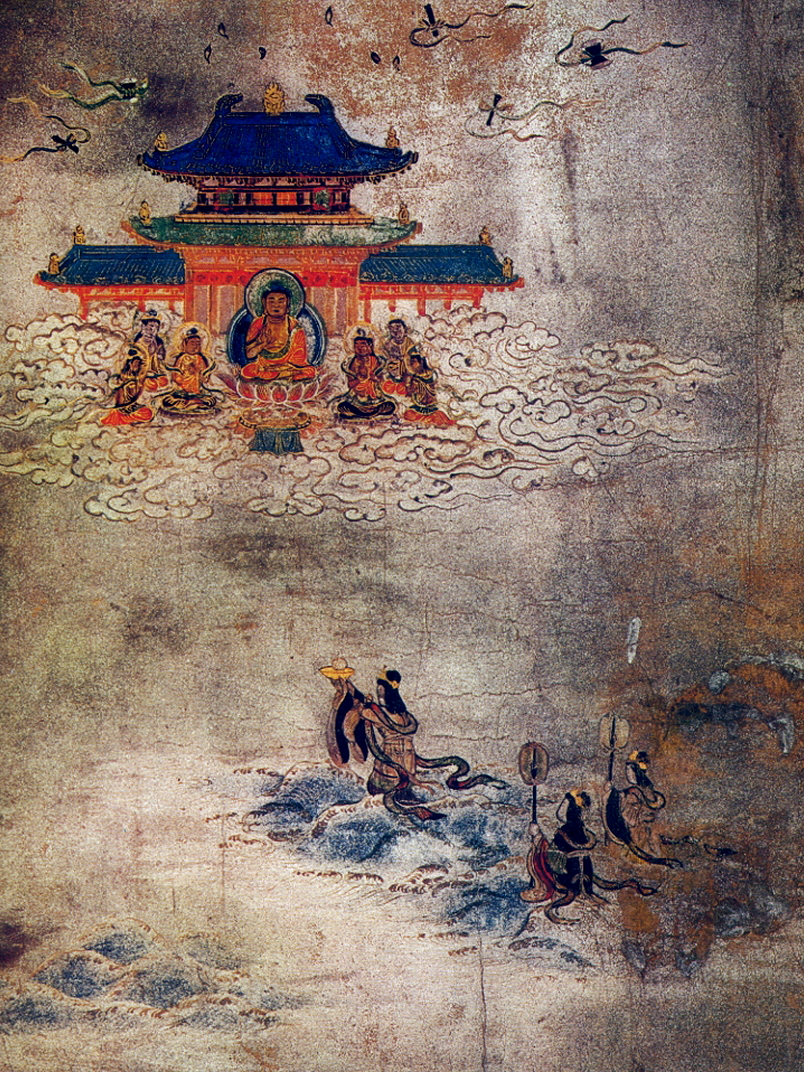
第5巻・提婆達多品第十二で、龍女が釈尊に宝珠を捧げ女人成仏を遂げる場面の挿絵（平家納経）

鳩摩羅什訳『妙法蓮華経』8巻28品の、各巻ごとの内訳は以下のとおり。
- 第1巻　第1：序品　第2：方便品
- 第2巻　第3：譬喩品　第4：信解品
- 第3巻　第5：薬草喩品　第6：授記品　第7：化城喩品
- 第4巻　第8：五百弟子受記品　第9：授学無学人記品　第10：法師品　第11：見宝塔品
- 第5巻　第12：提婆達多品　第13：勧持品　第14：安楽行品　第15：従地湧出品
- 第6巻　第16：如来寿量品　第17：分別功徳品　第18：随喜功徳品　第19：法師功徳品
- 第7巻　第20：常不軽菩薩品　第21：如来神力品　第22：嘱累品　第23：薬王菩薩本事品　第24：妙音菩薩品
- 第8巻　第25：観世音菩薩普門品　第26：陀羅尼品　第27：妙荘厳王本事品　第28：普賢菩薩勧発品

『更級日記』の作者・菅原孝標女が少女時代、夢の中で僧侶から「『法華経』の第5巻を早く習いなさい」と忠告されたのに無視した挿話は有名である。第5巻には、女人成仏を説く提婆達多品や、天台系寺院の勤行で読誦される安楽行品、「本門」(後半14品)の最初の章である従地湧出品などが含まれている。

#### 法華経要品

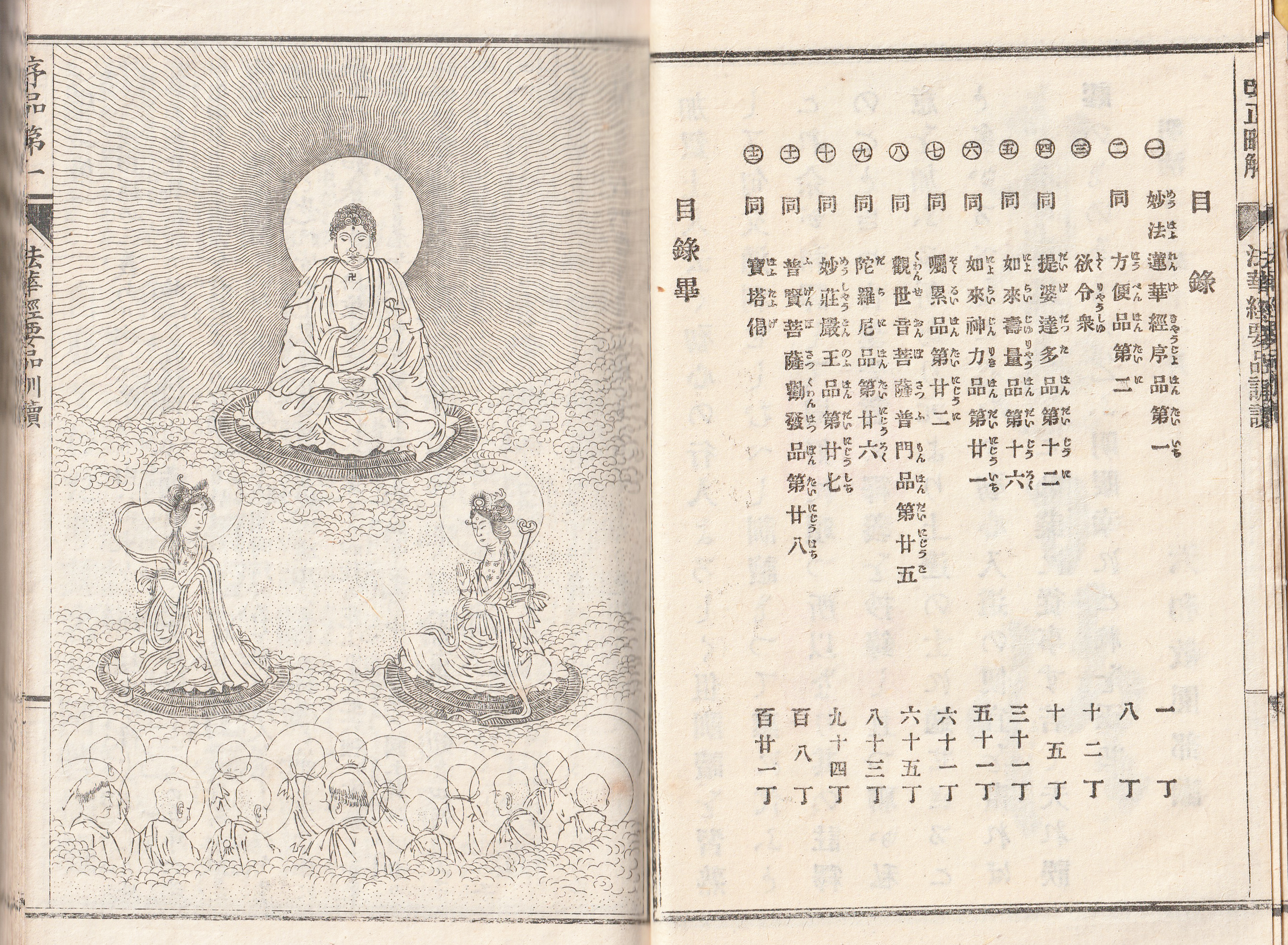
『法華経要品訓読』の目次

『法華経』全体の文量は膨大であるため、主要部を抜粋した『法華経要品(ようほん)』も作られ、読誦や学習に利用されている。法華経のどの章の中から、どのくらいの長さの文章を選ぶかの取捨選択は、テキストによって若干の異同がある。

以下は明治時代の『法華経要品訓読』の目次である。収録されている章について、その章の全文を載せているとは限らない。例えば「方便品第二」は冒頭の「爾時世尊･･･」から十如是までで、その後は割愛されている。

　序品第一、方便品第二、欲令衆(※)、提婆達多品第十二、如来寿量品第十六、如来神力品第二十一、属累品第二十二、観世音菩薩普門品第二十五、陀羅尼品第二十六、妙荘厳王本事品第二十七、普賢菩薩勧発品第二十八、宝塔偈(見宝塔品第十一の偈文)

※「欲令衆」は方便品第二・譬喩品第三・法師品第十・見宝塔品第十一からの抜粋を再構成したもの。

#### 勤行での読誦
日本仏教の勤行での読経では、通常、上述の『法華経要品』に選ばれた章節の一部だけを重点的に読誦する。
日蓮正宗系の勤行では「方便品第二」(冒頭の十如是まで)と「如来寿量品第十六」(特に自我偈)を読誦するが、天台宗系の勤行では「安楽行品第十四」を読誦することが多いなど、宗派ごとに違いがある。

#### 嘱累品の位置問題
鳩摩羅什訳『妙法蓮華経』と、他の漢訳本や梵本の章立てを比較すると、最も大きな違いは「嘱累品第二十二」の位置の違いである。現存の梵本では嘱累品（に相当する章）は全体の最後に置かれている。 理由は分からないが、鳩摩羅什訳は法華経の「嘱累品」を途中に置いている。
これについて学界では、2つの説がある。

##### 鳩摩羅什訳の章立てが原型に近いという説
『法華経』は段階的に成立した経典であり、『法華経』の原型は嘱累品までで完結していたが、のちに（梵本）第21章陀羅尼品から第26章普賢品までの6つの章（鳩摩羅什訳では、薬王菩薩本事品、妙音菩薩品、観世音菩薩普門品（観音経）、陀羅尼品、妙荘厳王本事品、普賢菩薩勧発品という順）が追加された、とする説である。
こうした見解は、すでに19世紀末にH.ケルンが梵本からの英訳『法華経』の序文で、序品から如来神力品までと、嘱累品が『法華経』の古層であると述べている。
松本文三郎は、鳩摩羅什訳『法華経』のうち嘱累品からあとの品は、体裁や思想内容から見てそれまでの内容とは異質であり、嘱累品からあとの品は後世の付加であり法華経本来の思想とは無関係である、と断言している(松本1927206頁-210頁）。
松本は、後述の『添品妙法蓮華経』のくだりを引用したうえで「是れは勿論以なきことである。囑累はその性質上、経の終にこそ置け、既に終にあるものを何の理由あつてか漫りに之を中間に移すべきであらう。」（松本1927206頁）と述べた。本来、経の末尾にあるべき囑累品を鳩摩羅什がなぜわざわざ中間に移動したのか、その理由を説明できない、と松本は指摘し、『添品妙法蓮華経』序文の説を否定している。
植木2018421頁-422頁より引用。
『法華経』の原型と思われるものでは、本章は（梵本の）第二十章、如来神力品（第二十一）の次にあって、最終章であったようだが、その後、本章に続けて陀羅尼品から普賢菩薩歓発品までの六章が追加され、その形式のものが鳩摩羅什によって『妙法蓮華経』として漢訳された。さらにその後、嘱累品は巻末にくるべきだというので、本章はこの六章の後に移されて最終章となった。その形式のものが、本書の底本である（ネパール系写本をもとにした近代の梵本である）「ケルン・南条本」である。

##### 鳩摩羅什が意図的に改変したという説
仁寿元年（601年）に闍那崛多（じゃなくった）と達摩笈多（だるまぎゅうた）が訳出した『添品妙法蓮華経』（大正蔵264）の序文には「什又移囑累、在薬王之前」（鳩摩羅什はまた囑累品を移動し、薬王品の前に置いた）とある。鳩摩羅什が囑累品を勝手に移動した、という説である。
妙法蓮華経の「嘱累品」が途中にあるのは、鳩摩羅什が「嘱累品」を移動したからであり、この事は、601年の法華経の校正、中国西安、大興善寺所蔵法華経原本からの校正、いわゆる添品妙法華経、において、嘱累品を移動したのは鳩摩羅什である事が、『序文』にも書かれており、確定している。鳩摩羅什訳以外の梵文、漢文は全て嘱累品が最後にある。また、羅什が嘱累品を移動した結果、普賢菩薩勧発品が最終章になるため、羅什は普賢菩薩勧発品のラストに、「実際には経文に無い文面」を入れている。しかし添品妙法蓮華経校正時（601年）、羅什の移動した「嘱累品」が元の場所(最後)に戻され、普賢菩薩勧発品ラストの追加文も同時に削除された。ところがまたしても日本版妙法蓮華経では、羅什が移動した嘱累品は、経文の途中ににあり、普賢菩薩勧発品ラストの追加文も残ったままとなっている。
嘱累品の本来の位置がどこにあったのか、という問題は、最後の六品（薬王菩薩本事品、妙音菩薩品、観世音菩薩普門品、陀羅尼品、妙荘厳王本事品、普賢菩薩勧発品）は後世の付加か否か、という問題と連動している。つまり、思想や信仰ともかかわる微妙な問題である。
仏教学者の苅谷定彦は、鳩摩羅什は法華経を般若経の傘下に引きずり込み、般若経思想を支持する経典の一つにしようとしたのではないかとしている。

#### 近代仏教学による各章の分類
近代仏教学では法華経の各章を、思想内容や体裁によって、以下の3類にまとめることが多い。
- 第1類：方便品から授学無学人記品まで
- 第2類：序品と、法師品から嘱累品まで
- 第3類：薬王本地品から最後まで（薬王菩薩本事品、妙音菩薩品、観世音菩薩普門品、陀羅尼品、妙荘厳王本事品、普賢菩薩勧発品）

『法華経』の成立に関する研究では、
「第1類がまず成立し、次に第2類が成立した。第3類は後世の付加である」
「第1類と第2類が原型として同時期に成立した。第3類は後世の付加である」
「第1類・第2類・第3類の全体が同時に成立した」
という諸説がある（#成立年代）。

#### 迹門と本門
鳩摩羅什訳『妙法蓮華経』は28品の章節で構成されている。
現在、日本で広く用いられている智顗（天台大師）の教説によると、前半14品を迹門（しゃくもん）、後半14品を本門（ほんもん）と分科する。迹門は水中に映る月に、本門は天に浮かぶ月に譬えられる。
迹門とは、出世した仏が衆生を化導するために本地より迹（あと）を垂れたとする部分であり、方便品第二を中心に「一乗妙法」と「開三顕一（かいさんけんいち）」を説き明かす。法華経以前の諸経は声聞・縁覚・菩薩を目指す三乗の修行を説いたが、それらは実は「方便」の教えであり、万人を成仏に導く一仏乗の法華経こそが仏の真意であると説く。
本門とは、釈尊が本地を明かした部分であり、如来寿量品第十六を中心に「久遠釈迦（くおんしゃか）」「開近顕遠（かいごんけんのん）」を説き明かす。釈迦は法華経以前は、自分は菩提樹下で悟って仏となった（始成正覚）と説いてきたが、それは方便であり、実は五百塵点劫という久遠の昔にすでに仏と成っていた（久遠実成）と明かす。
後世の天台宗や法華宗一致派は両門を対等に重んじ、法華宗勝劣派は法華経の本門を特別に重んじ、本門を勝、迹門を劣とするなど相違はあるが、この教説を依用する宗派は多い。
また、三分（さんぶん）の観点から法華経を分類すると、大きく分けて（一経三段）、序品を序分、方便品から分別品の前半までを正宗分、分別品から勧発品までを流通分と分科する。また細かく分けると（二経六段）、前半の迹・本の二門にもそれぞれ序・正宗・流通の三分があるとする。

##### 迹門
前半部を迹門（しゃくもん）と呼び、般若経で説かれる大乗を主題に、二乗作仏（二乗も成仏が可能であるということ）を説く。
迹門のクライマックスである「方便品」ではこういう。

声聞の仏教、縁覚の仏教、菩薩の仏教などというものはないのである。みな同じ仏が説いた真理なのである。仏はいろいろなけがれをもった世界に出現した。そのけがれた世界の衆生は、多くの不善根をもっているので、仏は方便の知恵によって、一つの教えを三つに分かって説いたというのである。
--『妙法蓮華経』方便品、梅原猛訳 『仏教の思想　上巻 (角川文庫) 』. 角川書店. Kindle 版. 

さらに提婆達多の未来成仏（悪人成仏）等、“一切の衆生が、いつかは必ず「仏」に成り得る”という平等主義の教えを示し、経の正しさを証明する多宝如来が出現する宝塔出現、虚空会、二仏並座などの演出によってこれを強調している。また、見宝塔品には仏滅後に法華経を弘める事が大難事（六難九易)であること、勧持品には滅後末法に法華経を弘める者が迫害をされる姿が克明に説かれる等、仏滅後の法華経修行者の難事が説かれる。

##### 本門
後半部を本門（ほんもん）と呼び、久遠実成（くおんじつじょう。釈迦牟尼仏は今生で初めて悟りを得たのではなく、実は久遠の五百塵点劫の過去世において既に成仏していた存在である、という主張）の宣言が中心テーマとなる。
本門の中心とされる『如来寿量品』では以下のように説かれる。

「あなたがたよ、わたしはこれから如来の秘密の力、神通の力について語るから、よく聞きなさい。世間の人は、いや天人も阿修羅も、みな、わたし釈迦牟尼仏が釈迦国の宮殿を出て、ガヤーの街の近郊にある菩提道場において最高・窮極の悟りを得たと思っている。だが、そうではない。善男子よ、わたしは悟りを開いて仏となってから今日まで、無限宇宙時間を無限倍にし、さらにそれを無限倍にしたほどの時間が経過しているのだ。」
--『妙法蓮華経』如来寿量品、ひろさちや訳 『〈法華経〉の世界 』 (pp.247-248). 佼成出版社. Kindle 版. 

説法の対象は、菩薩をはじめとするあらゆる境涯に渡る。また、上行菩薩を初めとする地涌の菩薩たちに対する布教の委嘱、この経文を信じることに依るご利益、観世音菩薩等のはたらきによる法華経信仰者への守護と莫大な現世利益などを説く。

## 成立年代
伝統仏教では、法華経は釈迦が在世中に霊鷲山で説いた経典であり、つまり歴史的人物としての釈迦の在世中に成立したと信じられている。
近現代の仏教学は「大乗非仏説」の立場をとる。現存する梵本の古写本が少ないため詳細は不明であるが、西暦1世紀以降に段階的に成立したという説が有力である（第1類と第2類が原型で、第3類を後世の付加とする説）。いっぽう、全章同時成立説を主張する研究者もいる。
近代仏教学が確立する前は、『法華経』は釈迦の直説(じきせつ)であり、釈迦が在世中に晩年に説いた「四十余年未顕真実」（法華経自体ではなく、中国撰述疑惑のある無量義経の記述）であると信仰されていた。ただし「勧持品第十三」に「情けないことに、これらの出家者たちは、仏教以外の外道を信ずるもので、自分たちの詩的才能を誇示している。自分で諸々の経典を作って、利得と称賛を求めて、集会の真ん中でそれを説いていると、私たちを譏るでありましょう」と書かれているように、「法華経の信者は将来、外道から大乗非仏説という誹謗中傷を受けるだろう」という予言が、すでに『法華経』の中に書かれている点は注目すべきである。古代インドの『法華経』編纂者自身が体験した大乗非仏説のそしりを予言の形を借りて記録したものと考える研究者もいる。このように、法華経は経文の中で大乗非仏説を予言しているため、法華経の信奉者は、彼らから見て「増上慢」の人々が「大乗非仏説」を述べることを、むしろ法華経の正しさの証明だととらえる。

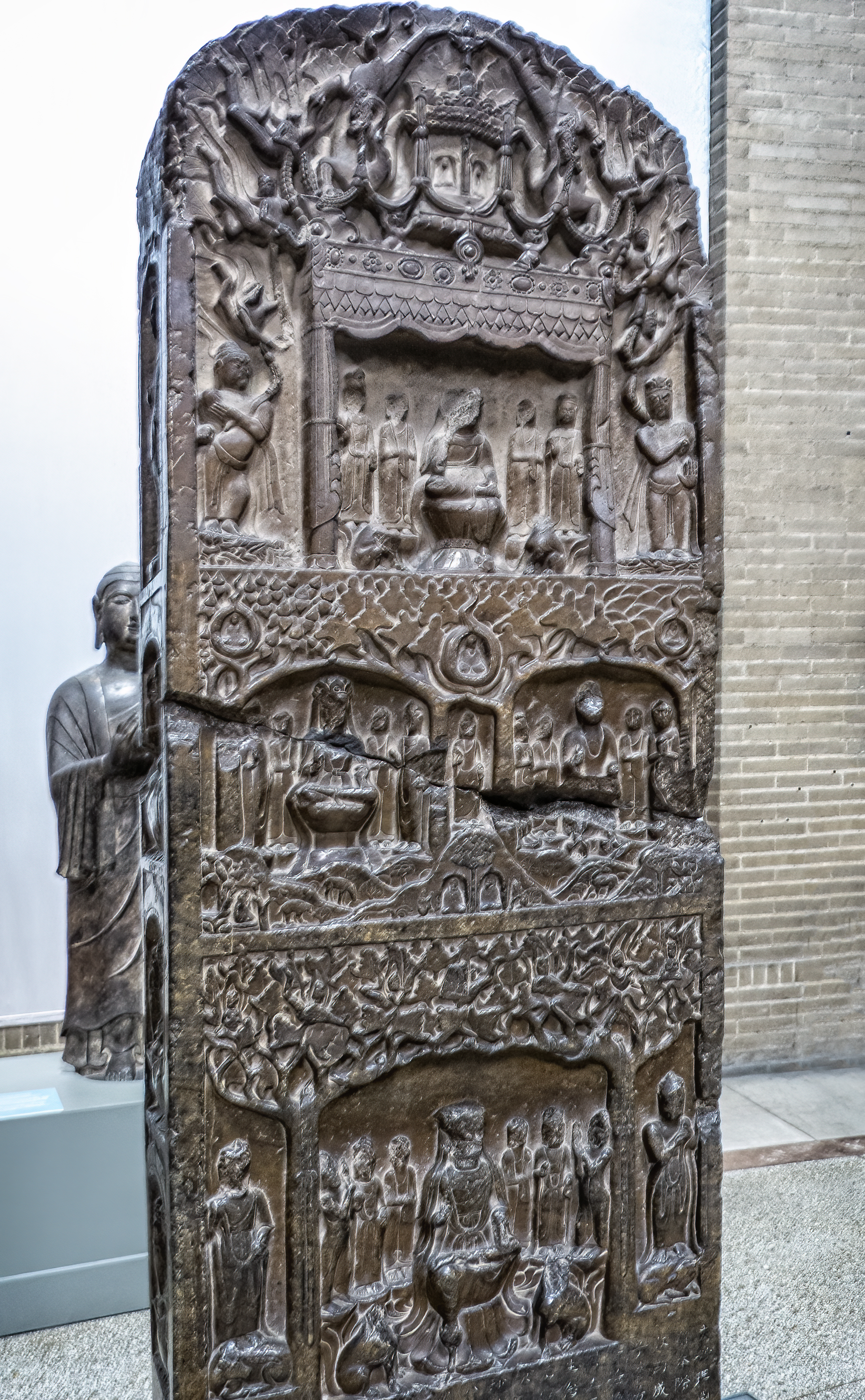
維摩経と法華経の場面を含む北魏(550-577)の奉納石碑。中国河北省で発見。ペンシルベニア大学考古学人類学博物館で展示。

代表的な説として布施浩岳が『法華経成立史』(1934年）で述べた説がある。これは段階的成立説で、法華経全体としては3類、4記で段階的に成立した、とするものである。第一類（序品〜授学無学人記品および随喜功徳品の計10品）に含まれる韻文は紀元前1世紀ころに思想が形成され、紀元前後に文章化され、長行（じょうごう）と呼ばれる散文は紀元後1世紀に成立したとし、第二類（法師品〜如来神力品の計10品）は紀元100年ごろ、第三類（7品）は150年前後に成立した、とした。その後の多くの研究者たちは、この説に大きな影響を受けつつ、修正を加えて改良してきた。
20世紀後半になって苅谷定彦によって「序品〜如来神力品が同時成立した」とする説が、また勝呂信静によって27品同時成立説が唱えられている。菅野博史は成立年代特定の問題は『振り出しにもどった』というのが現今の研究の状況だ」と1998年刊行の事典において解説している。

### 西北インドで西暦40年から220年ごろに成立したとする説
現行の『鳩摩羅什訳妙法法華経』二十八品のうち、第1類と第2類（序品から嘱累品第二十二まで）と、第3類（薬王菩薩本事品第二十三から以下の六品）は、思想や体裁から見て異質である。近現代の仏教学では、H.ケルンが英訳『法華経』の序文で第1類と第2類の部分が『法華経』の原型であると指摘して以来、嘱累品以降の第3類は後世の増広部分であると考える研究者が多い(松本1927206頁-210頁）。。
中村元は「嘱累品第二十二までの部分は西暦40年から220年の間に成立した」と推定した。上限の40年については、信解品の《長者窮子の譬喩》に見られる、金融を行って利息を取っていた長者の臨終の様子から、「貨幣経済の非常に発達した時代でなければ、このような一人富豪であるに留まらず国王等を畏怖駆使せしめるような資本家はでてこないので、法華経が成立した年代の上限は西暦40年である」と推察した。この点については、渡辺照宏も、「50年間流浪した後に20年間掃除夫だった男が実は長者の後継者であると宣言される様子から、古来インド社会はバラモンを中心とした強固なカースト制度があり、たとえ譬喩であってもこうしたケースは現実味が乏しく、もし考え得るとすればバラモン文化の影響が少ない社会環境でなければならない」と述べている。
下限について220年であると中村元が推定する理由は、『法華経』に頻出するストゥーパ建造の盛衰である。考古学的な遺物から見て、ストゥーパ建造の最盛期はクシャーナ朝のヴァースデーヴァ1世の時代で、これ以降は急激に衰退している。  
『法華経』の成立地域について、中村元や植木雅俊は西北インド説を主張している。『法華経』の守護神である鬼子母神の像はガンダーラ周辺で多数出土していること、方便品に登場するヤクや法師品の井戸掘りの描写など自然環境も西北インド的であること、授記がなされる理想の仏国土はきまって平地であること(これはインド西北部の山岳地帯の生活の苦労の裏返しであると考えられる)、妙荘厳王品にアフガニスタンで出土する立像と類似した描写があること、など、数々の状況証拠から、『法華経』はインド東部のガンジス河流域の低地ではなく、インド西北部の高地で成立したと考えるのが自然であるとする説である。

## 流布

### ユーラシア大陸での法華経の流布

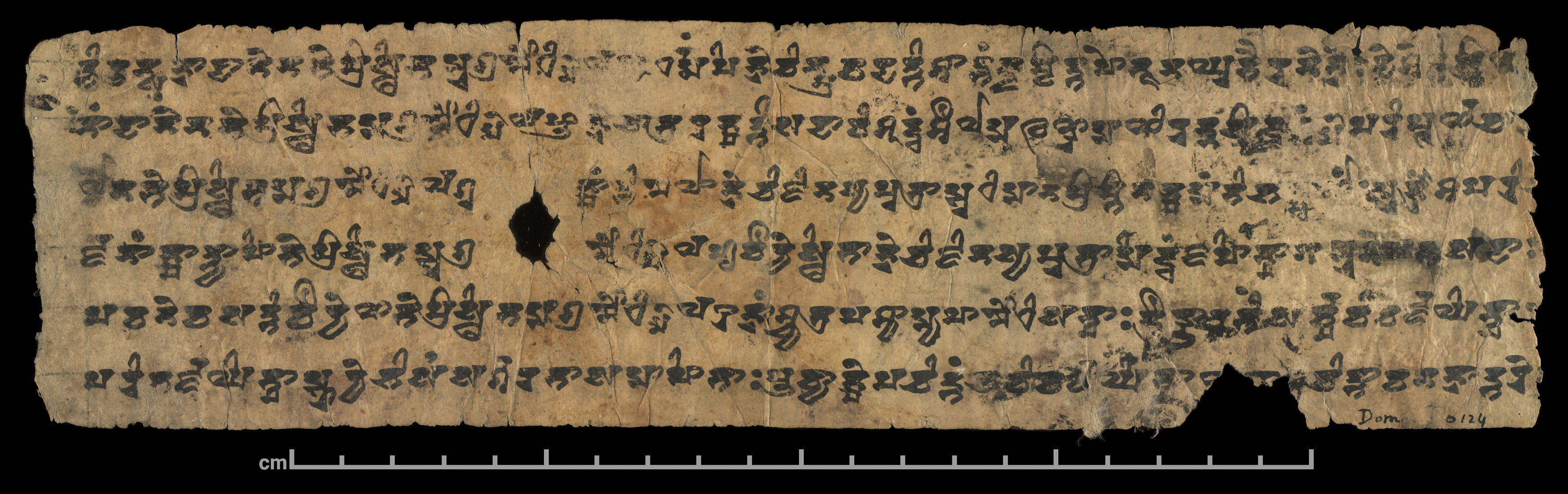
南トルキスタンから出土した、ブラーフミー文字の法華経写本

この経は日本に伝わる前、ユーラシア大陸東部で広く流布した。先ず、インドに於いて広範に流布していたためか、サンスクリット本の編修が多い。羅什の訳では真言・印を省略する。添品法華経ではこれらを追加している。
またチベット語訳、ウイグル語訳、西夏語訳、モンゴル語訳、満洲語訳、朝鮮語（諺文）訳などがある。これらの翻訳の存在によって、この経典が広い地域にわたって読誦されていたことが理解できる。チベット仏教ゲルク派開祖ツォンカパは主著『菩提道次第大論』で、滅罪する方便として法華経を読誦することを勧めている。
ネパールでは九法宝典（Navagrantha）の一つとされている。
そして中国天台宗で、『法華経』を最重要経典として採用した。中国浙江省に有る天台山国清寺の智顗（天台大師）は、鳩摩羅什の『妙法蓮華経』を所依の経典とした。天台宗には、『法華経』に対し『無量義経』を開経、『観普賢菩薩行法経』を結経とする見方があり、「法華三部経」と呼ばれている。

### 日本での法華経の流布

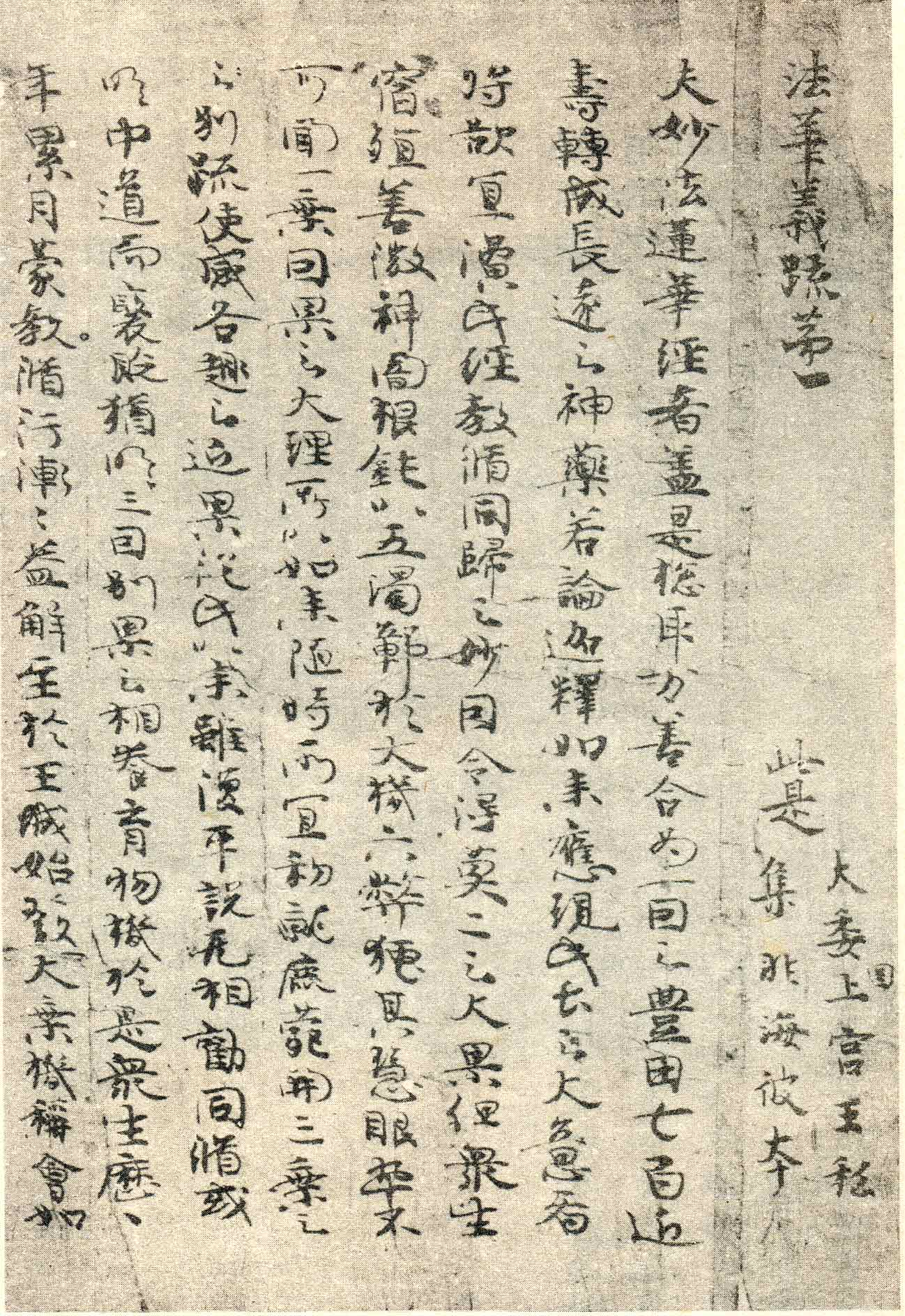
『法華義疏』

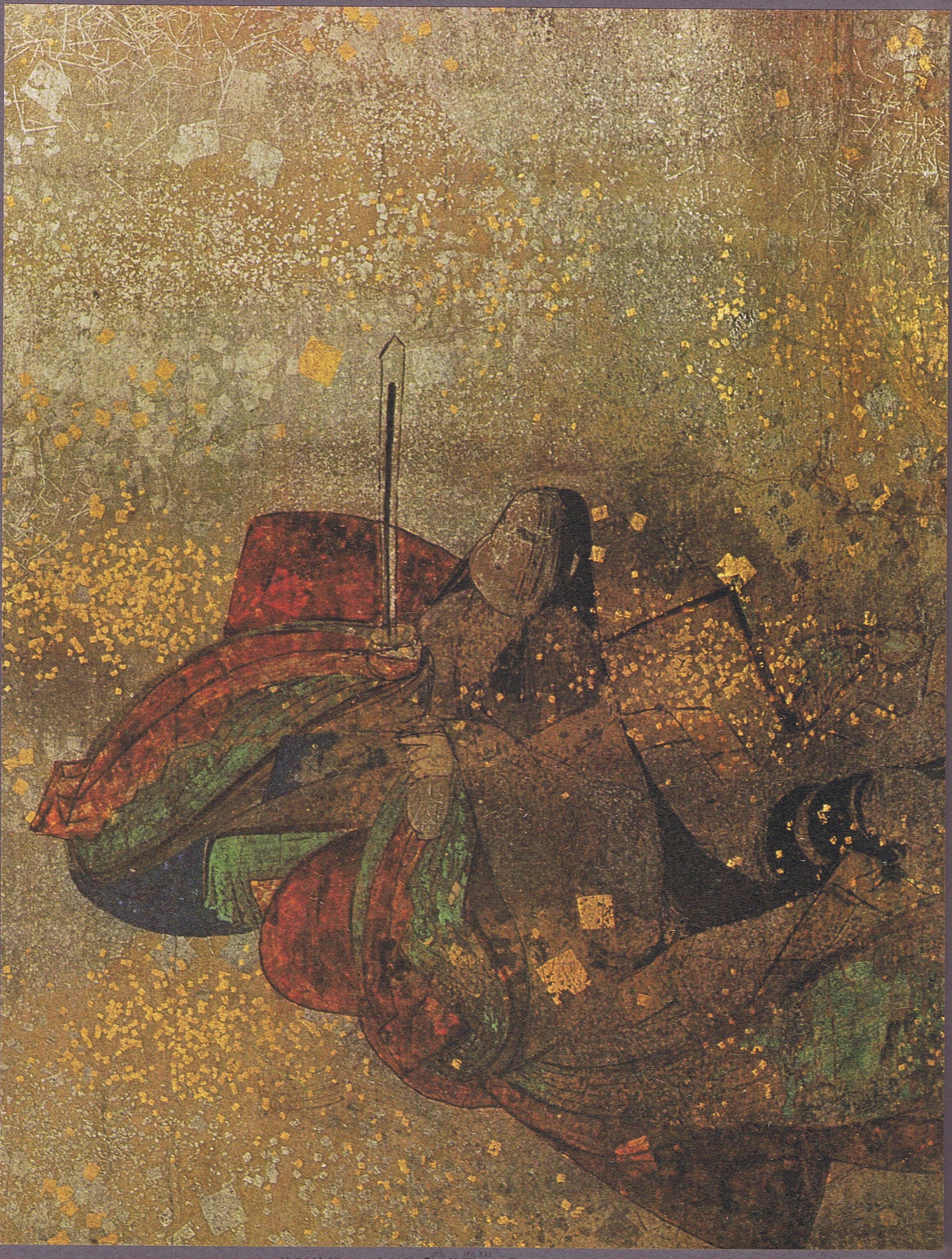
『平家納経』観普賢経見返し 長寛2年（1164年）

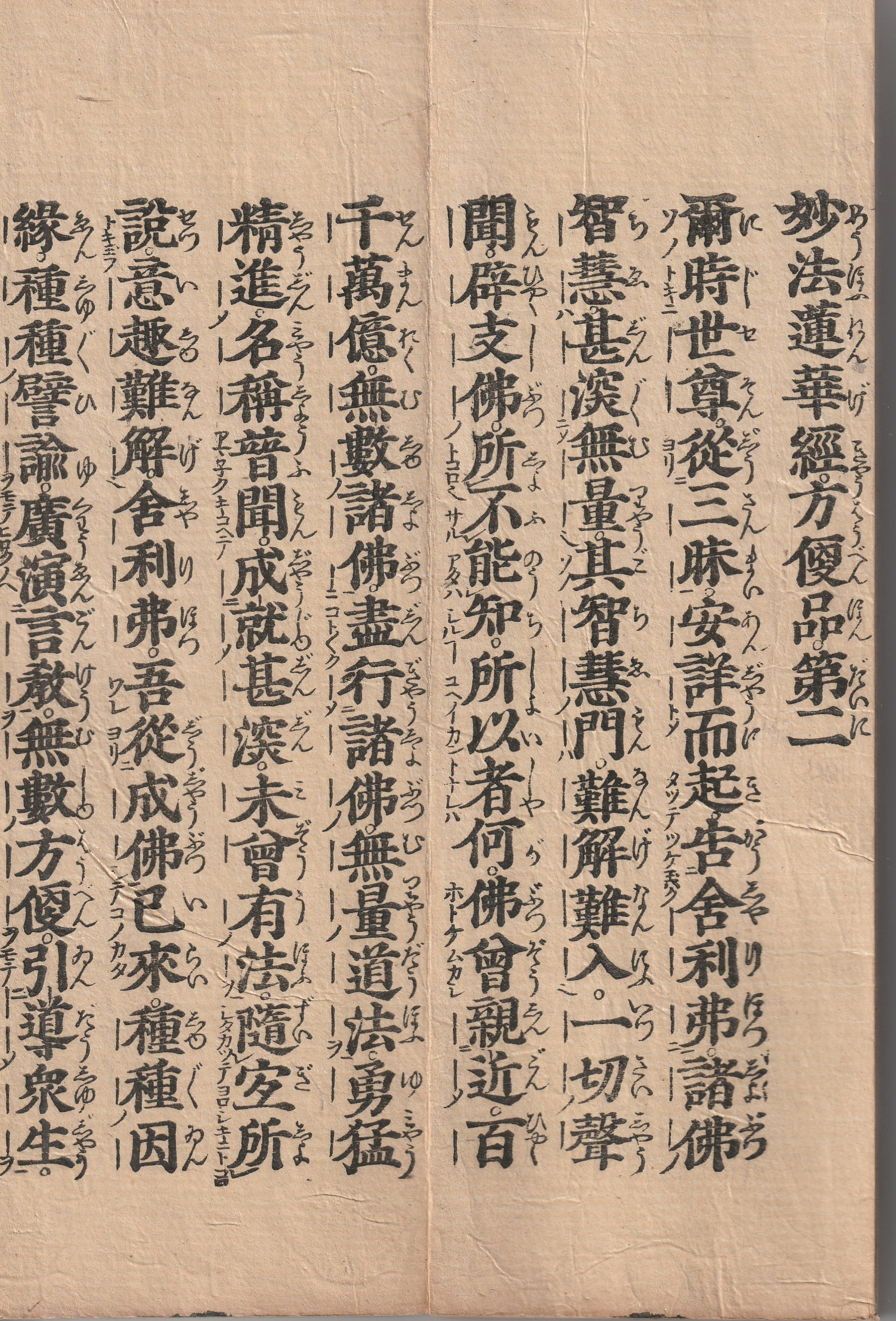
読経用の折り本。江戸期の両点本(経文の右側にひらがなで音読みを、左側にカタカナと返り点で漢文訓読を示す)。

日本では正倉院に法華経の断簡が存在し、日本人にとっても古くからなじみのあった経典であったことが窺える。護国の経典とされ、『金光明経』『仁王経』と併せ「護国三部経」の一つとされた。
606年（推古14年）に聖徳太子が法華経を講じたとの記事が日本書紀にある。
「皇太子、亦法華経を岡本宮に講じたまふ。天皇、大きに喜びて、播磨国の水田百町を皇太子に施りたまふ。因りて斑鳩寺に納れたまふ。」（巻第22、推古天皇14年条）
615年には聖徳太子が法華経の注釈書『法華義疏』を著したとされる （「三経義疏」参照）。聖徳太子以来、法華経は仏教の重要な経典のひとつであると同時に、鎮護国家の観点から、特に日本国には縁の深い経典として一般に考えられてきた。多くの天皇も法華経を称える歌を残しており、聖武天皇の皇后である光明皇后は、全国に「法華滅罪之寺（ほっけめつざいのてら）」を建て、これを「国分尼寺」と呼んで「法華経」を信奉した。
最澄によって日本に伝えられた天台宗は、明治維新までは皇室の厚い尊崇を受けた。また最澄は、自らの宗派を「天台法華宗」と名づけた。一方、最澄は密教にも強い関心を持っていた。
平安時代末期以降に成立した『今昔物語集』では法華経の利益が多く描かれている。

#### 鎌倉時代から室町時代
法華経信仰の復興を目指したのが日蓮だった。日蓮は、南無阿弥陀仏に対抗すべく「南無妙法蓮華経」の題目を唱え（唱題行）、妙法蓮華経に帰命していくなかで凡夫の身の中にも仏性が目覚めてゆき、真の成仏の道を歩むことが出来る（妙は蘇生の儀也）、という教えを説き、法華宗各派の祖となった。それまでも祈祷や懺悔滅罪のために法華経の読誦や写経は盛んに行われていたが、日蓮教学の法華宗は、この経の題目（題名）の「妙法蓮華経」（鳩摩羅什漢訳本の正式名）の五字を重んじ、南無妙法蓮華経（五字七字の題目）と唱えることを正行（しょうぎょう）とした所に特色がある。
また他の鎌倉新仏教においても法華経は重要な役割を果たしていた。大念仏を唱え融通念仏宗の祖となる良忍は後の浄土系仏教の先駆として称名念仏を主張したが、華厳経と法華経を正依とし、浄土三部経を傍依とした。
曹洞宗の祖師である道元は、「只管打坐」の坐禅を成仏の実践法として宣揚しながらも、その理論的裏づけは、あくまでも法華経の教えの中に探求をし続けた。臨終の時に彼が読んだ経文は、法華経の如来神力品であった。
室町時代に成立した能楽では、劇中で法華経の経文を読誦する作品がいくつかある。『通盛』（みちもり）では僧侶が方便品を、『芭蕉』では僧侶が薬草喩品を、『谷行』では役行者が法師品の偈を読誦する。『鵜飼』では、僧たちが河原の石に一字ずつ「法華経」の経文を記して川に沈め、殺された鵜使いの老人を供養する。

#### 戦国時代から近世

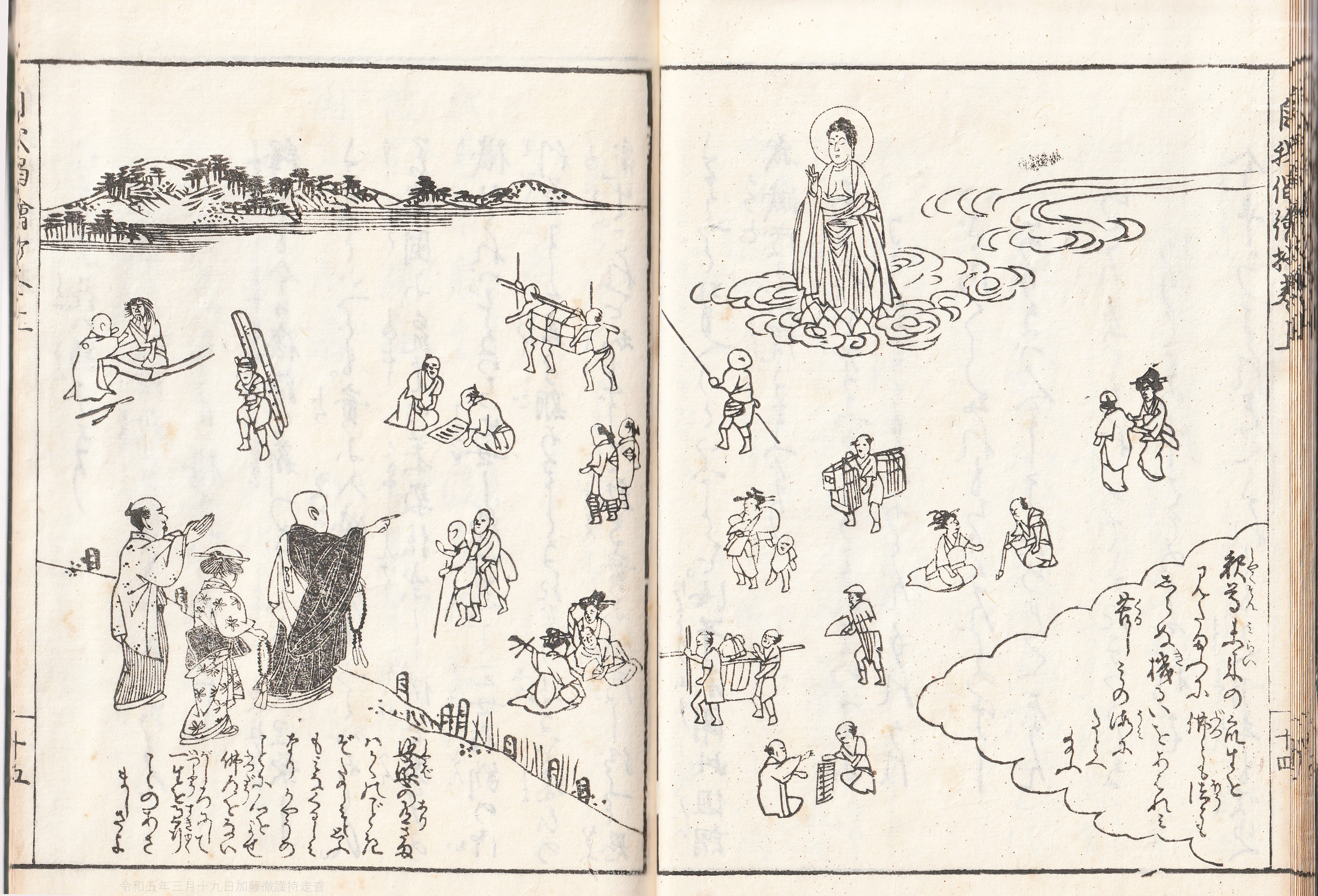
江戸時代には一般大衆向けの法華経の解説書も多数、刊行された。『法華自我偈絵抄』1814年

近世における法華経は罪障消滅を説く観点から、戦国の戦乱による戦死者への贖罪と悔恨、その後の江戸期に至るまでの和平への祈りを込めて戦国武将とその後の大名家に広く信奉されるようになった。例として加藤清正は法華経を納経している。
天文法華の乱、安土問答、江戸幕府の宗教政策（不受不施派弾圧等）などを経て、日蓮法華各派は折伏色を抑え穏健化。江戸期における大名家菩提寺も江戸城下に寄進し、現在の日蓮宗系の菩提寺が多く建築され、また紀伊徳川家や加藤清正らによって元よりあった池上本門寺への寄進改築も進んだ。これら大名による諸宗派の寺社寄進には、軍役奉仕である参勤交代や天下普請といった江戸幕府からの奉仕負担を少しでも大目に見てもらおうという目的もあり、また国外からの有事軍役の際に菩提寺を砦として利用することも想定していた。現実に上野戦争時の寛永寺などが幕末の動乱時に砦として活用されている。
上記の理由以外に特に武家の妻女・子女らには変成男子せずとも女人成仏ができると説いた日蓮の教えに感化され勧んで信奉するものがこぞって多くなった。

#### 近代
近代においても法華経は、おもに日蓮を通じて多くの作家・思想家に影響を与えた教典である。島地大等編訳の『漢和対照妙法蓮華経』に衝撃を受け、のち田中智学の国柱会に入会した宮沢賢治（詩人・童話小説家）や、高山樗牛（思想家）、妹尾義郎（宗教思想家）、北一輝（革命家）、石原莞爾（軍人）、創価教育学会（創価学会の前身）を結成した牧口常三郎、戸田城聖（両者とも元教員）らがよく知られている。日蓮主義が唱えられ、血盟団事件、死のう団事件も発生した。
一方で西欧式の仏教研究が輸入され大乗非仏説も常識化していった。
1945年太平洋戦争での敗戦後、宗教の自由化によって、創価学会、立正佼成会といった日蓮系の教団が大きく勢力を伸ばした。
法華経は女人成仏は可か否かなど一部の文言については進駐軍の意向もあり教学上、解釈の変更も一部の宗派では余儀なくされた。

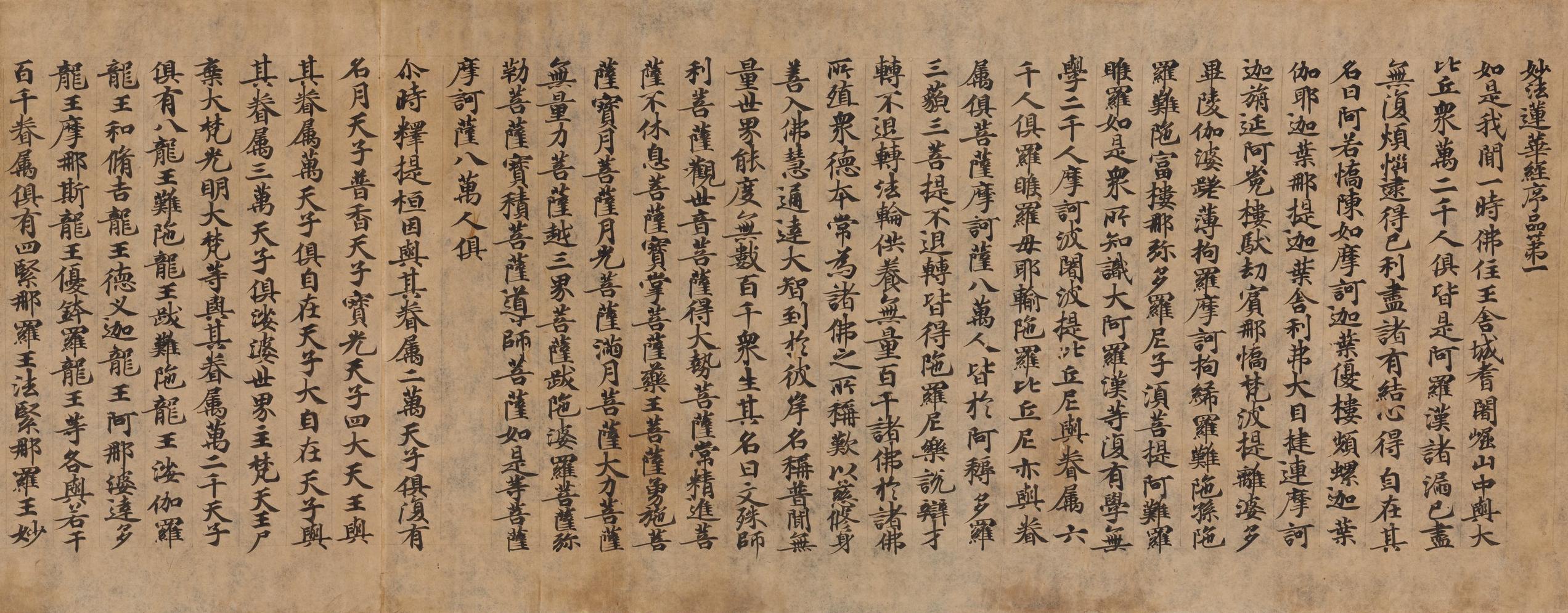
法華経の写本の例 東京国立博物館蔵（法隆寺献納宝物）平安時代

## 経典としての位置づけ

### 文献学的研究者の立場
文献学的研究では、成立年代を釈迦存命時より数百年後とする大乗非仏説論が強い。上座部仏教と大乗仏教の対立の止揚として、両者を融合させてすべてを救うことを主張するため作成されたと推測する説、西暦紀元前後、部派仏教と呼ばれる専従僧侶独占に反発する教団によって編纂されたと推測する説などがある

#### 文献学的研究に対する反応
日本では、江戸時代に発行された富永仲基『出定後語』の影響に加え、西洋系の近代仏教学を導入した影響から大乗非仏説論が広く浸透した。
法華経の成立が、釈迦存命時より数世紀後だという文献学の成果に対し、日本の法華系教団では、釈迦の発言を継承していき後代に文章化したとする、釈迦の直説を長い時を経て弟子から弟子へと継承される課程で発展していったものとする、師の教義を弟子が継承し発展させることは、生きた教団である以上あり得ることから、後世の成立とされる大乗経典は根無し草の如き存在ではないとするなど、後世の経典もまた「釈迦の教義」として認める、という類の折衷的解釈を打ち出す傾向がある。さらに一歩進んで、非仏説論が正しくても問題ないロジックを組むべきという立場もある。

### 近現代における評価
ドナルド・ロペスによれば、「法華経は明らかに高い文学性の作品の一つである。著者らは知られていない、しかし彼らはおそらく学歴の高い仏僧たちであり、当時のインドにおいて存在していた仏教の教えと喩えにおいてまったく安らいでいた。」となっている。
昭和期の真言系仏教学者だった渡辺照宏は「サンスクリット本について見ると、文体はきわめて粗野で単純、一見してあまり教養のない人たちの手で書かれた」と批判した。
植木雅俊は、サンスクリット原典より『法華経』を訳した経験をふまえ、複雑かつ精妙な掛詞を駆使した「『法華経』編纂に携わった人の教養レベルの高さに驚かされる」と激賞したうえで、「(渡辺照宏氏が)何をもってそのように結論されたのか、首を傾げてしまう」と反論している。また、歴史に実在した釈迦が説いた「原始仏教」の平等思想や人間中心主義が釈迦の死後500年のあいだに〝小乗仏教〟教団によって改竄されており、思想的に見れば『法華経』こそ「仏説」であると植木は述べる。植木雅俊は『創価教育』で、昭和期に出版の岩波文庫版『法華経』には、漢訳注釈およびサンスクリットからの現代語訳、後者には誤訳が散見され、岩波版の誤訳の箇所を、鳩摩羅什による漢訳と比較すると、鳩摩羅什はサンスクリット文法をふまえて意味を正確にとらえ、適切な漢訳を作ったことがわかるとしている。
社会学者の橋爪大三郎は、植木との共著で、天台宗に学んだ学僧らにより鎌倉仏教が生まれたことを評価している。
書評家の松岡正剛は、「法華経を読むと、いつも興奮する。／その編集構成の妙には、しばしば唸らされる。」「法華経には昔から、好んで「一品二半」（いっぽんにはん）といわれてきた特別な蝶番（ちょうつがい）がはたらいている。15「従地湧出品」の後半部分から16「如来寿量品」と17「分別功徳品」の前半部分までをひとくくりにして、あえて「一品二半」とみなすのだ。その蝶番によって、前半の「迹門」と後半の「本門」が屏風合わせのようになっていく。」と述べている。また、戦後の日蓮宗において北一輝や石原莞爾と法華経の関わりがタブーになっており、研究が少ないとしている。

## 訳本
- 『新訳法華経 梵漢対照』 南条文雄・泉芳璟共訳、真宗大谷大学尋源会出版部、1913
- 『漢和對照 妙法蓮華經』 島地大等、明治書院、1914年
  - 復刻版 国書刊行会 1987年
- 『国訳大蔵経』經部 第一巻（國譯妙法蓮華經）、國民文庫刊行會、1917年
  - 復刻版 第一書房 1974年
- 『国訳一切経 印度撰述部 法華部』 大東出版社、1928年 ISBN 978-4-500-00033-3

### 主な現代語訳
- 『法華経』（上・中・下） 岩本裕・坂本幸男訳注、岩波文庫、改版1976年。ワイド版1991年
上)ISBN 978-4003330418 中)ISBN 978-4003330425 下)ISBN 978-4003330432
- 『法華経 I・II 「大乗仏典」4・5』 松濤誠廉・長尾雅人・丹治昭義訳、中公文庫、2001-2002年
  1. ISBN 978-4122039490
  2. ISBN 978-4122039674。元版は中央公論社〈大乗仏典 インド編〉、1975-1976年
- 『法華経 現代語訳』 三枝充悳訳、第三文明社、1978年 ISBN　978-4476030679

以下は平成期での出版
- 『法華経 「現代語訳大乗仏典」』 中村元代表、東京書籍、2003年（新版）。編訳
- 『法華経 現代語訳』（上・下）、中村瑞隆訳著、春秋社、1995-1998年
- 『新国訳大蔵経インド撰述部 法華部 I・II』（上・下）、多田孝正ほか校註、大蔵出版、1997年
- 『梵漢和対照 現代語訳 法華経』（上・下）、植木雅俊訳注、岩波書店、2008年。毎日出版文化賞受賞
上)ISBN 978-4000247627 下)ISBN 978-4000247634
  - 改訂版『サンスクリット原典現代語訳 法華経』（上・下）、植木雅俊訳、岩波書店、2015年。

上)ISBN 978-4-00-024787-0 下)ISBN 978-4-00-024788-7
- 『現代日本語訳 法華経』 正木晃、春秋社、2015年。ISBN 978-4393113196。読みやすい訳本。
- 『全品現代語訳 法華経』 大角修訳・解説、角川ソフィア文庫、2018年。ISBN 978-4044003913。「無量義経」、「観普賢菩薩行法経」も収録。